# 南光明
南 光明（みなみ こうめい、1895年（明治28年）6月30日 - 1960年（昭和35年）3月25日）は、日本の俳優である。現代劇から転向し、剣戟俳優となり、戦後も時代劇に出演した。本名は鈴木 光である。

## 人物・来歴
1895年（明治28年）6月30日、東京市京橋区築地（現在の東京都中央区築地）に「鈴木光」として生まれる。
1920年（大正9年）10月、本郷区春木町（現在の文京区本郷3丁目）に設立された松竹キネマ研究所に入り、小山内薫の指導の下、村田実監督による新劇の映画『路上の霊魂』に出獄者・鶴吉役で出演して、デビューした。同作は松竹キネマが配給し、1921年（大正10年）4月8日に公開された。南は、同研究所が製作した3作にすべて出演した。同研究所は同年8月に解散、南は松竹キネマ蒲田撮影所に移籍した。
1923年（大正12年）、日活向島撮影所に移籍し、同年、溝口健二監督の『情炎の巷』で主演する。当時の向島の現代劇は、女役も男性の女形が演じていたが、若山治監督の『哀愁の曲』では酒井米子と共演した。同年9月1日の関東大震災で同撮影所は壊滅し、京都の日活大将軍撮影所に移転した。
1927年（昭和2年）には、時代劇俳優に転向した。1928年（昭和3年）、マキノ・プロダクションに移籍し、入社第1作としてマキノ正博監督の『蹴合鶏』に主演した。1928年（昭和3年）に主演した、マキノ正博監督の『浪人街 第一話 美しき獲物』は、高く評価された。1929年（昭和4年）当時の雑誌記事によれば、当時の身長は「5尺6寸5分」（171.2センチ）、体重は「19貫500匁」（73.1キロ）であった。
第二次世界大戦後も時代劇に出演したが、1960年（昭和35年）3月25日、胃がんのために死去した。満64歳没。生涯200本以上の作品に出演した。

## おもなフィルモグラフィ
- 『路上の霊魂』 : 監督村田実、1921年
- 『情炎の巷』 : 監督溝口健二、1923年
- 『813』 : 監督溝口健二、1923年
- 『哀愁の曲』 : 監督若山治、1923年
- 『学窓を出でて』 : 監督溝口健二、1925年
- 『皇恩』 : 監督溝口健二、1927年
- 『砂絵呪縛』 : 監督高橋寿康、1927年

- 『蹴合鶏』 : 監督マキノ正博、1928年
- 『崇禅寺馬場』 Sozenji Baba : 監督マキノ正博、1928年
- 『浪人街 第一話 美しき獲物』 : 監督マキノ正博、1928年
- 『浪人街 第二話 楽屋風呂 第一篇』 : 監督マキノ正博、1929年
- 『浪人街 第二話 楽屋風呂 解決篇』 : 監督マキノ正博、1929年
- 『正伝 高山彦九郎』 : 監督押本七之輔、1929年
- 『大化新政』 : 総監督マキノ省三、監督補助二川文太郎・稲葉蛟児・金森万象・マキノ正博・松田定次・中島宝三・押本七之助・吉野二郎
- 『学生三代記 明治時代』 : 監督マキノ正博・阪田重則・並木鏡太郎・久保為義、1930年

- 『噫! 南嶺三十八勇士』 : 監督井出錦之助、東活映画社、1931年
- 『北満の落花 大和桜』 : 監督井出錦之助、東活映画社、1932年
- 『錦西の血陣 古賀聯隊』 : 監督井出錦之助、東活映画社、1932年
- 『雪之丞変化』 : 監督衣笠貞之助、1935年 - 1936年
- 『蒙古襲来 敵国降伏』 : 監督秋山耕作、1937年
- 『残菊物語』 : 監督溝口健二、1939年

- 『歌麿をめぐる五人の女』 : 監督溝口健二、1946年
- 『地獄の顔』 : 監督大曽根辰夫、1947年
- 『女優須磨子の恋』 : 監督溝口健二、1947年
- 『われ泣きぬれて』 : 監督芦原正、1948年
- 『森の石松』 : 監督吉村公三郎、1949年

- 『絵島生島』 : 監督大庭秀雄、1955年

## 註
1. 1 2 3 4 5 6 7 8 9  マツダ[2005], p.162。
2. ↑  南光明、KINENOTE, 2009年10月30日閲覧。
3. ↑  芝居とキネマ[1929], p..

## 参考書籍
- 『日本俳優名鑑 - 映画俳優の部』、『芝居とキネマ』昭和4年1月号新春付録所収、1929年
- 『無声映画俳優名鑑』、編無声映画鑑賞会・監修マツダ映画社、アーバン・コネクションズ、2005年